# ایشتوان ورب
ایشتوان ورِب (انگلیسی: Veréb István; متولد ۸ اکتبر ۱۹۸۷) یک کشتی‌گیر اهل کشور مجارستان است. از افتخارات وی می‌توان به کسب مدال برنز وزن ۸۴ کیلوگرم در مسابقات قهرمانی کشتی جهان ۲۰۱۳ اشاره کرد. در المپیک ۲۰۰۸ پکن در وزن ۷۴ کیلو حاضر بود که در دور اول مقابل حریف آمریکایی خود تن به شکست داد و از دور رقابت ها کنار رفت. در المپیک ۲۰۱۶ ریو با دوشکست مقابل عبدالرشید سعدالله‌اف کشتی گیر روسی و پترو سبالوس کشتی گیر ونزوئلایی از دور رقابت ها کنار رفت.